# デロス島のアエネアスのいる風景
『デロス島のアエネアスのいる風景』（デロスとうのアエネアスのいるふうけい、仏: Paysage avec Énée à Délos, 英: Landscape with Aeneas at Delos）は、フランスバロック時代の画家クロード・ロランが1671年から1672年に制作した絵画である。油彩。ウェルギリウスの叙事詩『アエネイス』に基づいて描かれた8点の絵画の1つで、アイネイアス（ラテン語ではアエネアス）がトロイア陥落後にデロス島にたどり着いた際のエピソードから採られている。現在はロンドンのロンドン・ナショナル・ギャラリーに所蔵されている。

## 主題
われわれは上陸するやアポロの都に祈りをささげる。

王の名はアニウスといい、人民の王であると同時にポエブスの神官であった。

こめかみの周りを祭事の紐と神聖な月桂樹で巻いた姿で

現れ、旧知の友アンキーセスの姿を見付けた。
—ウェルギリウス、『アエネイス』3.79-82（山下太郎訳）
アポロン神の生誕の地であるデロス島は、トロイア陥落後に新天地を求めて旅立ったアイネイアスが最初に立ち寄った場所である。アイネイアスはこの地で父アンキセスの友人のアニオス王に出迎えられた。その後、アイネイアスはどの土地を第2の故郷とすべきかについてアポロンの予言を求めた。これに対して、アポロンは「父祖が最初に生を受けた古の母なる土地を探し求めよ」と答えた。アンキセスは父祖テウクロスがクレタ島を故郷としていることから、神託が示す場所はクレタ島と考え、この地に向かうことを提案した。

## 作品

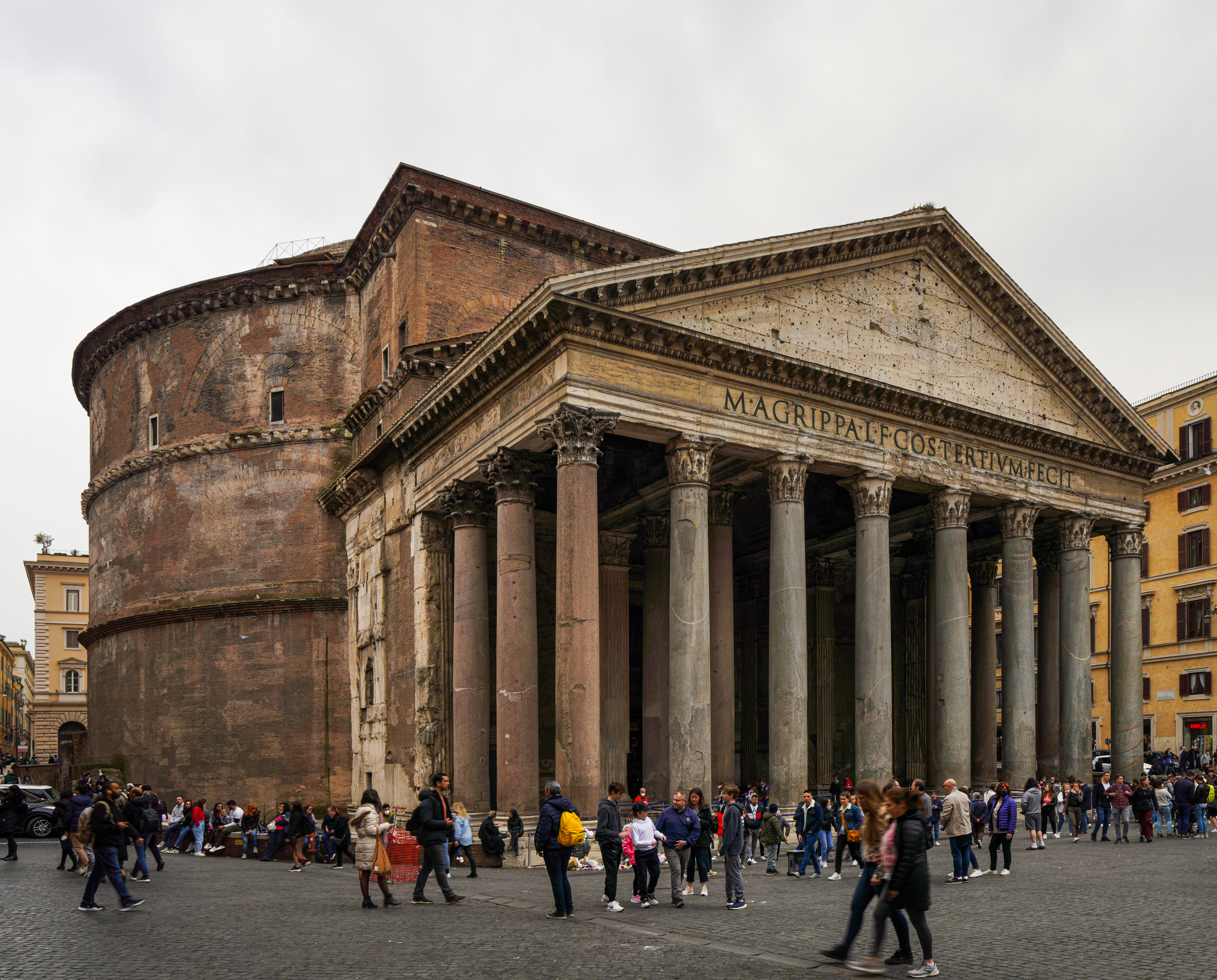
ローマの神々を祭祀するために建設されたパンテオン。2022年撮影。

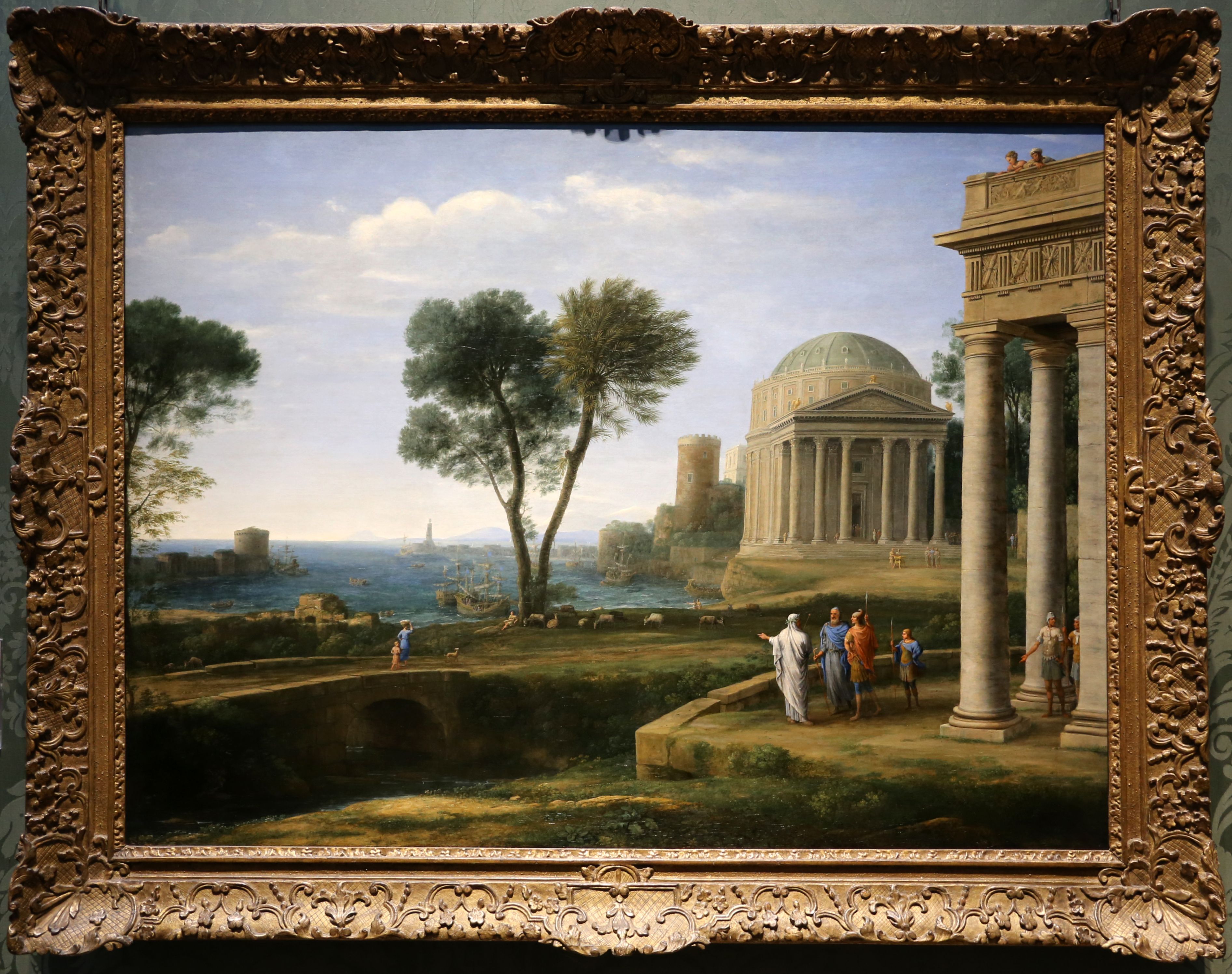
額縁。

クロード・ロランは故郷を離れ、デロス島にたどりついたアイネイアスを描いている。アイネイアスは金色の甲冑の上にオレンジ色のマントをまとい、頭にプリュギア帽子をかぶっている。彼は父アンキセスや息子アスカニオスを伴い、デロス島の王アニオスと面会している。アニオスは白い服を着ており、画面中央にあるアポロンの神聖な2本の木オリーブとヤシの木を訪問者たちに指し示している。この場面は『アエネイス』というよりもむしろオウィディウスの『変身物語』に基づいている。たとえば『変身物語』6巻では、女神レトがこれらの木にしがみついてアポロンとアルテミスを出産したことが語られている。さらに『変身物語』13巻では、アニオス王はアイネイアスにレトが出産の際にしがみついた2本の木を示したと語られている。画面右端の古典的な建築物の最上部には、レトを略奪しようとした巨人ティテュオスを殺すアポロンとアルテミスのレリーフ彫刻が見える。
『デロス島のアエネアスのいる風景』はクロード・ロランが『アエネイス』を描いた8作品のうち、後期6作品の最初の1点である。同時代の画家たちはこのエピソードをほとんど描かなかったが、クロード・ロランには魅力あるものとして映ったようである。山羊飼いや山羊たち、画面中央遠景の船舶が発着する港といった画面の構成要素は、クロード・ロランの絵画のディテールあるいは中心的な主題としてしばしば登場している。神殿のエントランスに設置された3羽の鷲の像は、おそらくアポロンの父ゼウス（ローマ神話のユピテル）と、鷲を紋章として採用したローマ帝国を暗示している。
クロード・ロランの後援者の多くは、自分たちの祖先が古代ローマまで遡ると考え、自身を古典古代の壮大さやウェルギリウスが語る英雄的な人物像と結びつけた。そのため、クロード・ロランは現実と空想を組み合わせて絵画の世界を構築する際に、丸い塔や石柱で支えられたエントランスを持つ壮大な建築物といった、画家自身がローマやその周辺で見た建築物の図像を用いている。画面右背景にあるドーム型のアポロン神殿は、後にアイネイアスが創設した古代ローマのパンテオンに基づいている。

## 来歴
画家自身が作成した作品目録『リベル・ヴェリタリス』によると、本作品は無名のフランス人「ムッシュ・デュパシー」（Monsieur Dupassy）のために描かれた。19世紀に美術商のクレティアン＝ジャン・ニューウェンホイス（Chrétien-Jean Nieuwenhuys）、美術収集家エドモンド・ヒギンソン（Edmund Higginson）、実業家ジェレマイア・ハーマン、美術収集家ウィン・エリスによって所有され、1876年にウィン・エリスによって彼の多くの絵画コレクションとともに遺贈された。

## ギャラリー

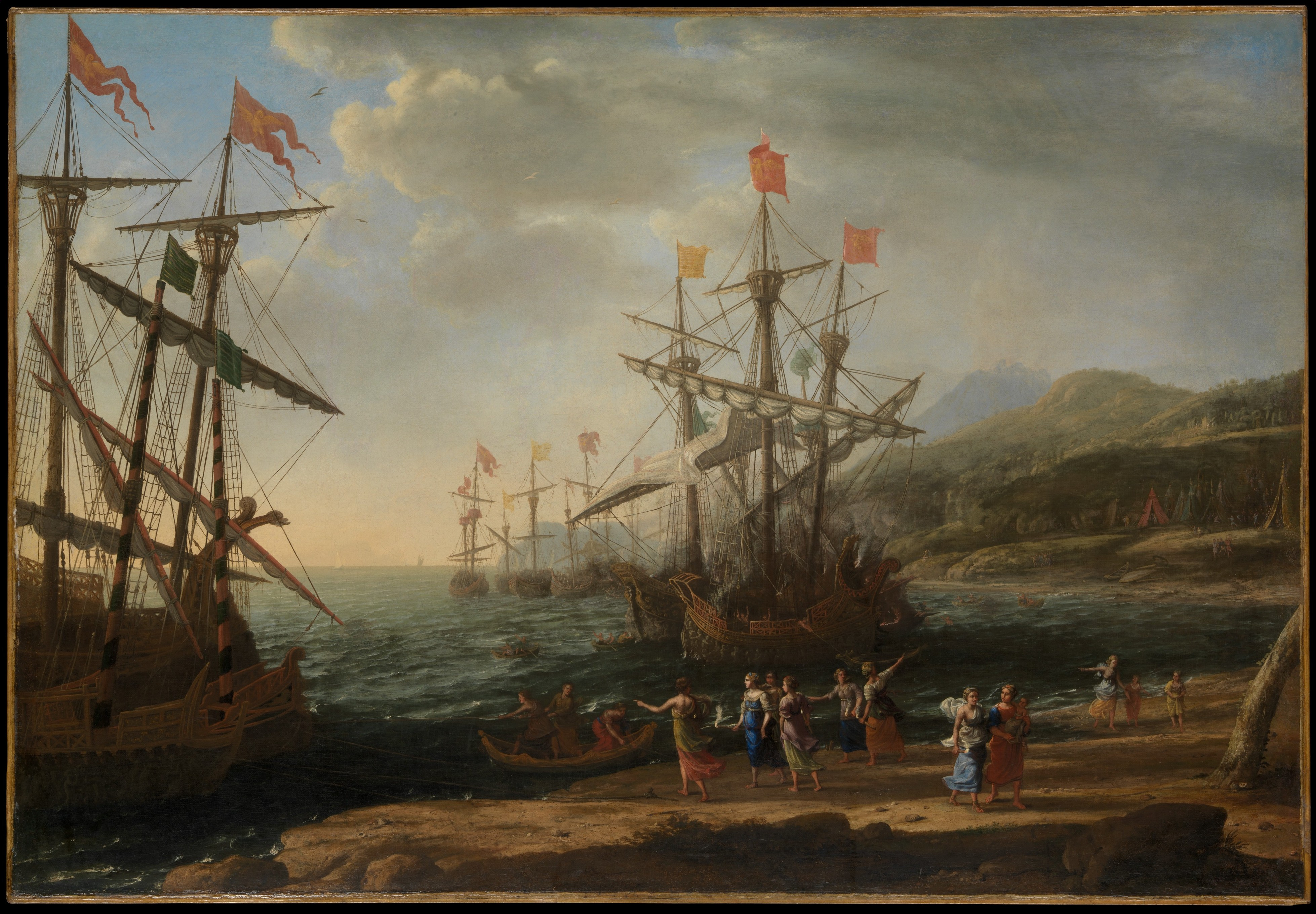
『船団に火を放つトロイアの女たち』1643年頃 メトロポリタン美術館所蔵
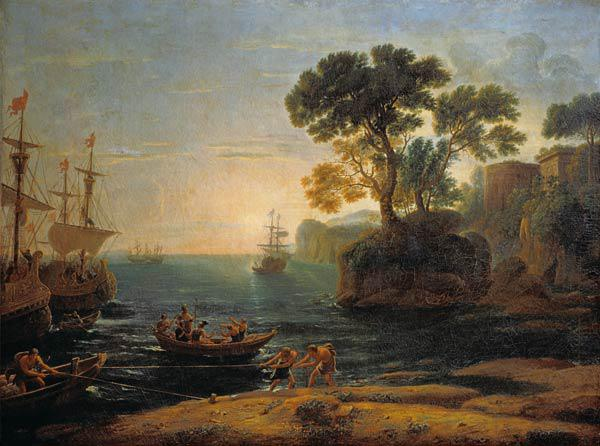
『ラティウムに上陸したアエネアスのいる海景』1650年 プーシキン美術館所蔵
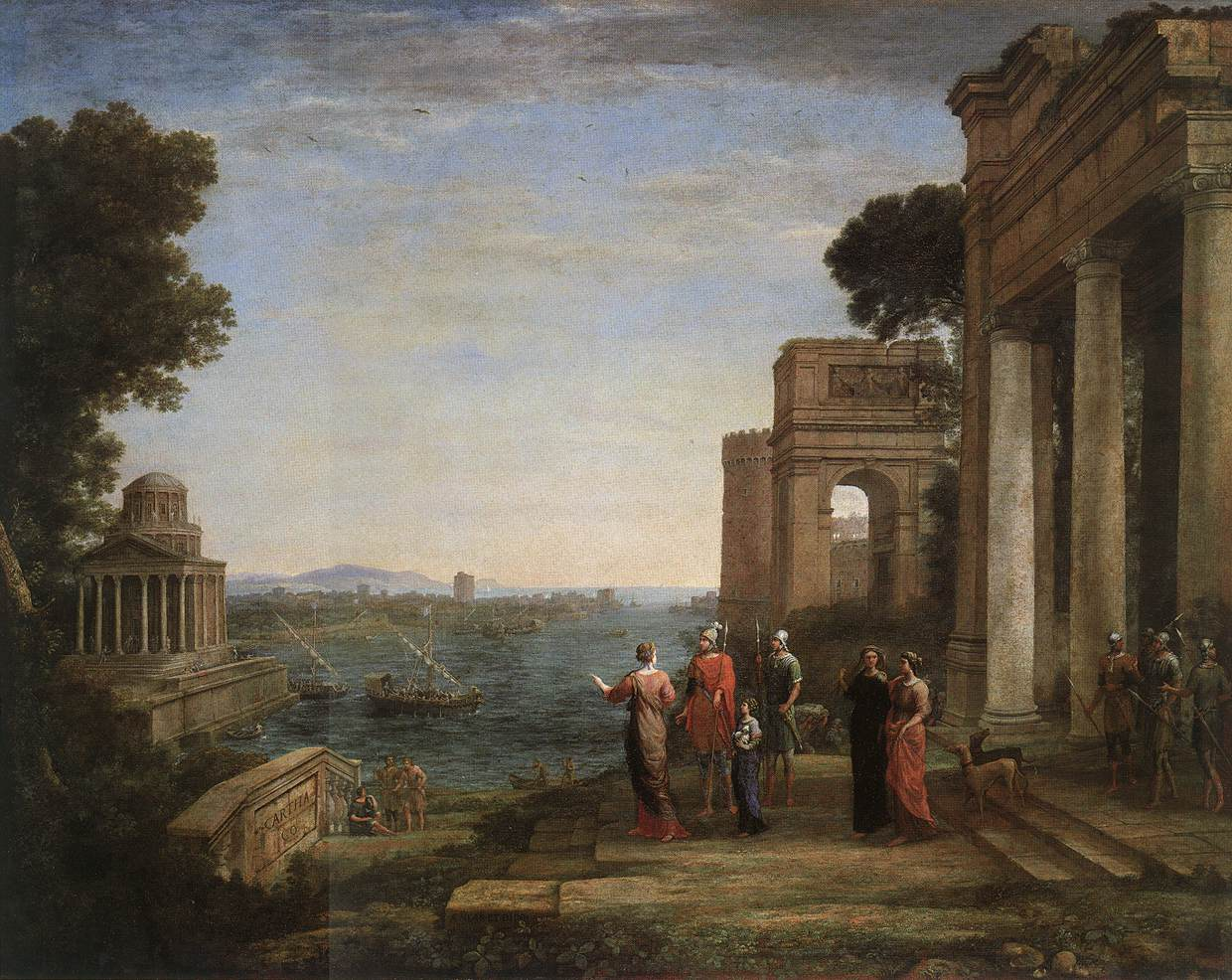
『カルタゴでのアエネアスとディドの別れ』1676年 ハンブルク美術館所蔵
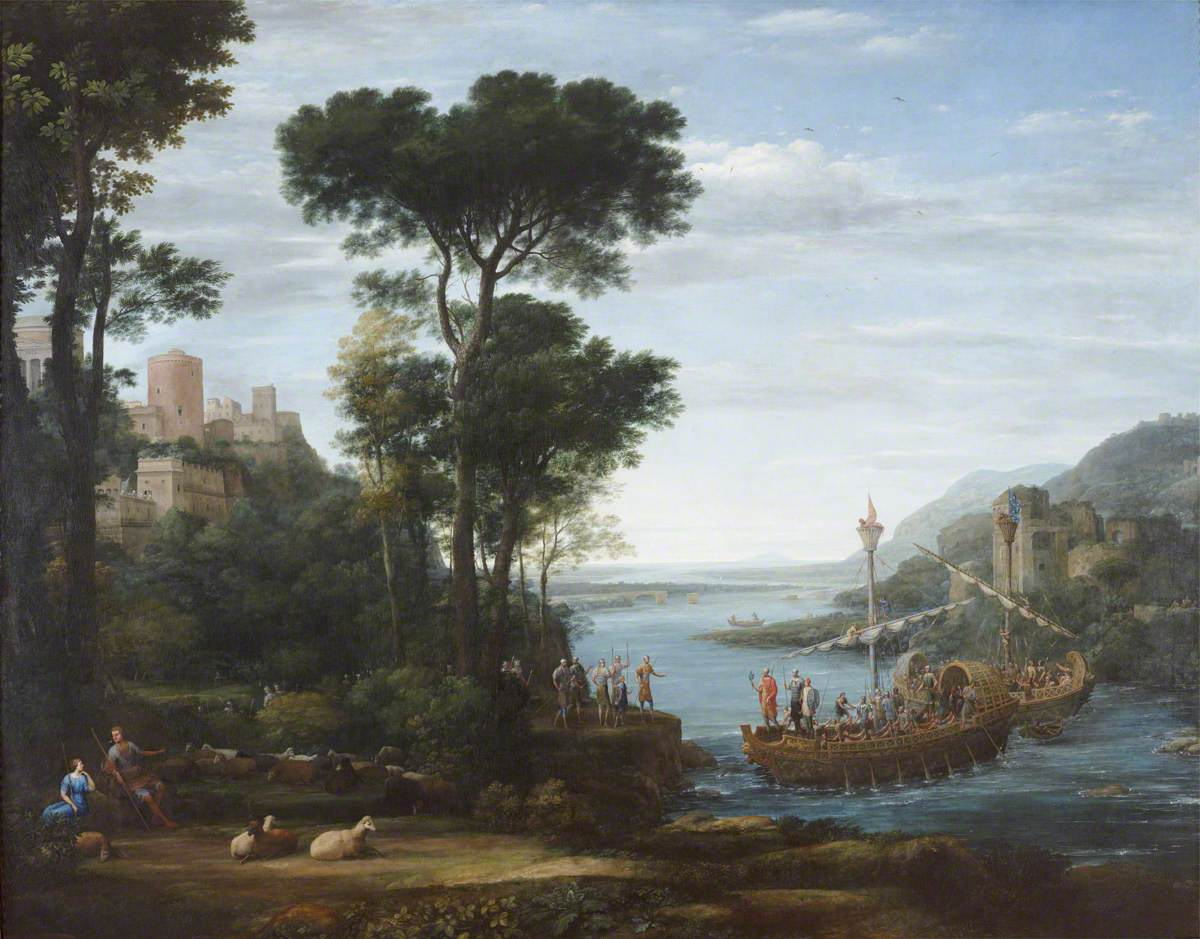
『パランテウムに到着したアエネアスのいる風景』1675年 アングルシー修道院（英語版）所蔵
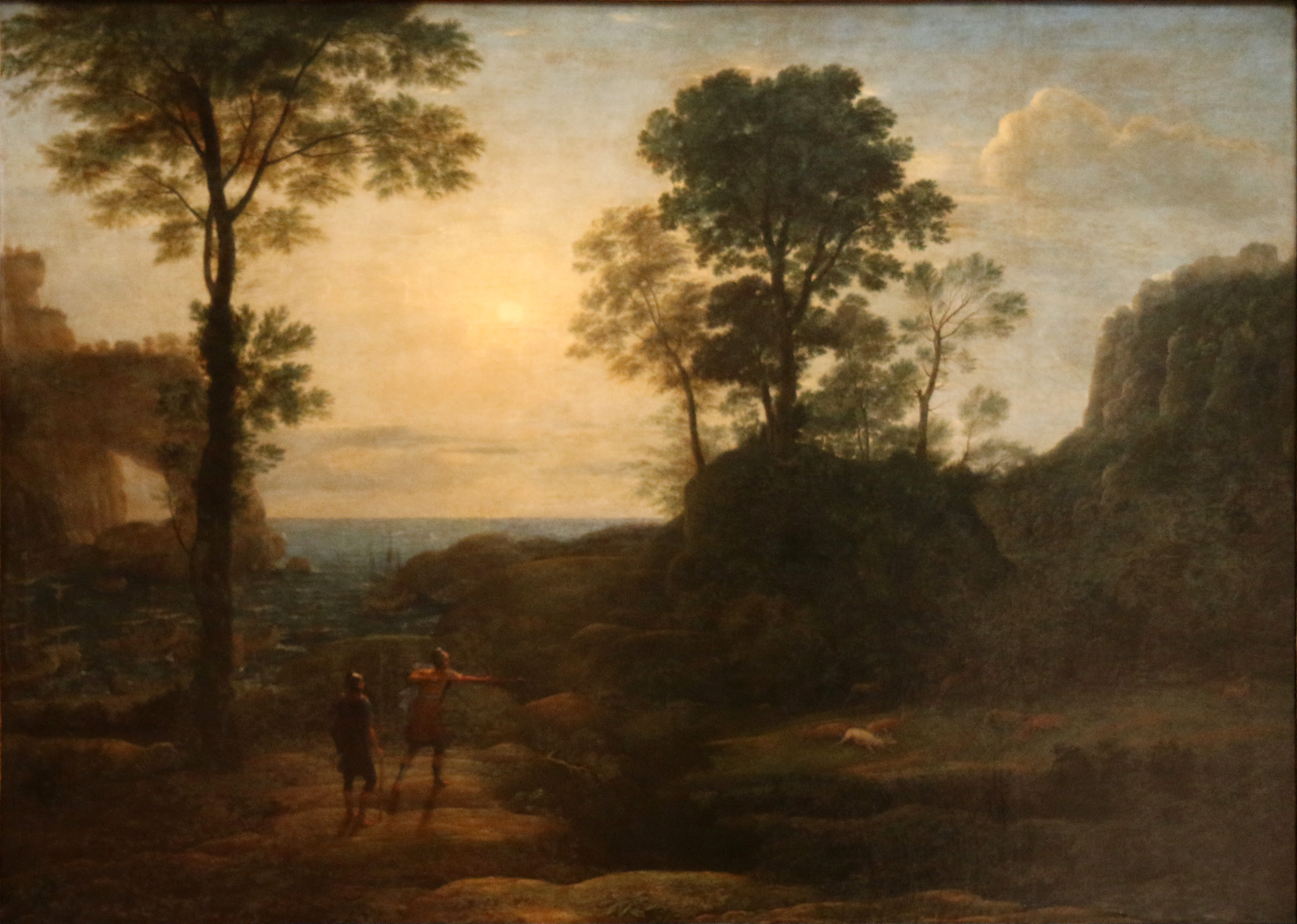
『リビアの海岸で鹿を狩るアエネアス』1682年 ベルギー王立美術館所蔵
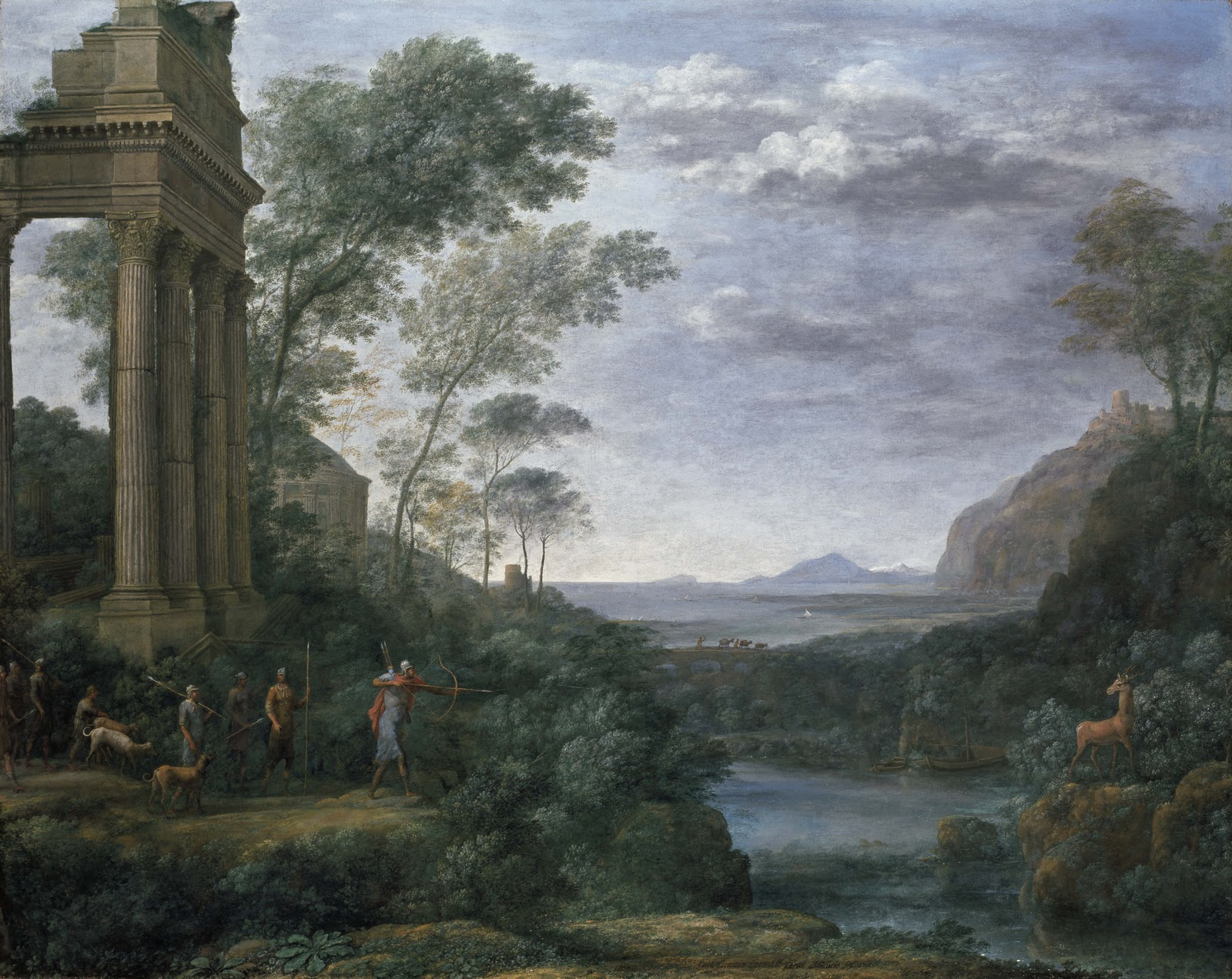
『シルウィアの鹿を射るアスカニウスのいる風景』1682年 アシュモレアン博物館所蔵